# 손진욱
손진욱(1995년 3월 17일~)은 대한민국의 가수로 록밴드 당기시오의 보컬이다. 《슈퍼밴드2》와 《TV조선 내일은 국민가수》에 참가하였다.

## 음반

### 싱글
- "그대를 사랑하는 10가지 이유" (2022.02.13, 국가단 Valentine's Day Special)
- "언제쯤..." (2022.03.02, 국가단 Special Gift)
- "Paradigm" (2022.05.11, 국민가수 솔로 프로젝트)
- "아프로디테" (2024.04.02 첫 싱글)

## 방송
- 《JTBC 슈퍼밴드2》 (2022.6.21~2022.8.9)
- 《TV조선 내일은 국민가수》 (2021.10.17~2021.12.23)
- 《TV조선 국가가 부른다》 (2022.02.17~)
- 《KBS 불후의 명곡 전설을 노래하다》 (2022.03.19) with 정동하
- 《TV조선 바람의 남자들》 (2022.07.27) with 당기시오
- 《MBC 미스터리 음악쇼 복면가왕》 (2022.10.09 ~ 2022.11.06)
- 《KBS부산》 아침마당 (2023.08.11) with 윤성

## 공연
- DANGGISIO To Be Another Day 대구 (2022.01.15, 라이브홀 락왕)
- DANGGISIO To Be Another Day 서울 (2022.01.16, KT&G 상상마당 홍대 라이브홀)
- 내일은 국민가수 전국투어 콘서트 '탄생!국가단' 부산 (2022.03.19, 부산 벡스코)
- 내일은 국민가수 전국투어 콘서트 '탄생!국가단' 광주 (2022.03.27, 광주 김대중컨벤션센터)
- 내일은 국민가수 전국투어 콘서트 '탄생!국가단' 서울 (2022.04.03, 서울 잠실실내체육관)
- 내일은 국민가수 전국투어 콘서트 '탄생!국가단' 일산 (2022.04.23, 일산 킨텍스)
- 내일은 국민가수 전국투어 콘서트 '탄생!국가단' 대구 (2022.05.07, 대구 엑스코)
- 내일은 국민가수 전국투어 콘서트 '탄생!국가단' 창원 (2022.05.15, 창원 컨벤션센터)
- 내일은 국민가수 전국투어 콘서트 '탄생!국가단' 전주 (2022.05.28, 전주 한국소리문화의전당야외공연장)
- 내일은 국민가수 전국투어 콘서트 '탄생!국가단' 강릉 (2022.06.18, 강원 세바스티아노스포츠센터)
- 내일은 국민가수 콘서트 '마지막 이야기' 서울앵콜 (2022.07.16~2022.07.17, 서울 올림픽공원SK핸드볼경기장)
- DANGGISIO SPECIAL BUSKING AT THE HALL 대구 (2022.07.23, 라이브홀 락왕)
- DANGGISIO SPECIAL BUSKING AT THE HALL 서울 (2022.07.29, 홍대 웨스트브릿지 홀)
- 국민가수 6인의 산타 Christmas 30cm 콘서트 (2022.12.23 ~ 2022.12.23, 더굿씨어터)
- 손진욱 FAN CONCERT:Sparkling (2023.05.21, 스페이스 브릭)
- 울림스테이션 (2023.08.28, H-stage)
- 손진욱 콘서트 NOOK:CON Vol.1 (2023.09.15, 드림홀)
- 울림파티 (2023.10.01 ~ 2023.10.02, 신두리 해안사구 해변)
- 성남시민과 함께 하는 원음음악회 (2023.10.07, 분당 율동공원)
- 대구 혁신도시 WITH 콘서트 (2023.10.11, 대구신서혁신도시 중앙공원 새못 분수 광장)
- 제25회 정동문화축제 (2023.10.21, 정동 로터리 무대)
- 프리즘홀 10주년 기념공연 'A.D.10' : 정홍일x손진욱x2Z (2023.11.05, 프리즘홀)
- BTN라디오 특집 <울림파티> (2024.12.01, H-stage)
- 내일은 국민가수 오늘은 계묘결산 (2023.12.31, 광운대학교 동해문화예술관 대극장)
- BTN라디오 특집 <울림 프렌즈> (2024.01.14, 강화도 스페인마을)